# Collegio elettorale di Caluso (Regno di Sardegna)
Il collegio elettorale di Caluso è stato un collegio elettorale uninominale del Regno di Sardegna.

## Dati elettorali
Nel collegio si svolsero votazioni per sette legislature. L'attività proseguì dopo nell'omonimo collegio elettorale del Regno d'Italia.

### I legislatura
Le votazioni si svolsero in 222 collegi uninominali a doppio turno. Come previsto dal decreto n. 680 del 17 marzo 1848, era eletto al primo turno il candidato che «riunisce in suo favore più del terzo dei voti del total numero dei membri componenti il collegio e più della metà dei suffragi dati dai votanti presenti all'adunanza» (art. 92). Se nessun candidato era eletto, al ballottaggio tra i due candidati con più voti era eletto chi otteneva il maggior numero di voti (art. 93) o, in caso di ugual numero di voti, il maggiore d'età (art. 94).
| Partito                            | Partito                            | Candidato                          | Risultati 27 aprile 1848 | Risultati 27 aprile 1848 |
| Partito                            | Partito                            | Candidato                          | Voti                     | %                        |
| ---------------------------------- | ---------------------------------- | ---------------------------------- | ------------------------ | ------------------------ |
|                                    | —                                  | Carlo Felice Scapini               | 153                      | 62,70                    |
|                                    | —                                  | Matteo Pescatore                   | 91                       | 37,30                    |
|                                    |                                    |                                    |                          |                          |
| Iscritti                           | Iscritti                           | Iscritti                           | 363                      | 100,00                   |
| ↳ Votanti (% su iscritti)          | ↳ Votanti (% su iscritti)          | ↳ Votanti (% su iscritti)          | 293                      | 80,72                    |
| ↳ Voti validi (% su votanti)       | ↳ Voti validi (% su votanti)       | ↳ Voti validi (% su votanti)       | 244                      | 83,28                    |
| ↳ Schede non valide (% su votanti) | ↳ Schede non valide (% su votanti) | ↳ Schede non valide (% su votanti) | 49                       | 16,72                    |
| ↳ Astenuti (% su iscritti)         | ↳ Astenuti (% su iscritti)         | ↳ Astenuti (% su iscritti)         | 70                       | 19,28                    |

L'elezione fu annullata per ineleggibilità dello Scapini
Il 26 e il 27 giugno si sono svolte le elezioni, ma nancano i verbali e di conseguenza i dati numerici. Si erano candidati tra gli altri Carlo Felice Scapini e Giuseppe Ponzetti e l'ufficio proclamò eletto quest'ultimo. Tuttavia l'elezione fu annullata fu annullata il 1º luglio 1848, "perché l'ufficio elettorale di Caluso non tenendo conto dei voti dati al notaio Scapini (la cui elezione era stata precedentemente annullata per intelligibilità) che aveva ottenuto la maggioranza dei votanti, proclamò il ballottaggio, al quale si procedette il 27 giugno, fra i due candidati che avevano ottenuto maggiori voti dopo lo Scapini".
| Partito                            | Partito                            | Candidato                          | Primo turno 30 settembre 1848 | Primo turno 30 settembre 1848 | Ballottaggio 1 ottobre 1848 | Ballottaggio 1 ottobre 1848 |
| Partito                            | Partito                            | Candidato                          | Voti                          | %                             | Voti                        | %                           |
| ---------------------------------- | ---------------------------------- | ---------------------------------- | ----------------------------- | ----------------------------- | --------------------------- | --------------------------- |
|                                    | —                                  | Severino Battaglione               | 49                            | 89,09                         | 74                          | 76,29                       |
|                                    | —                                  | Giacomo Antonini                   | 6                             | 10,91                         | 23                          | 23,71                       |
|                                    |                                    |                                    |                               |                               |                             |                             |
| Iscritti                           | Iscritti                           | Iscritti                           | 363                           | 100,00                        | 363                         | 100,00                      |
| ↳ Votanti (% su iscritti)          | ↳ Votanti (% su iscritti)          | ↳ Votanti (% su iscritti)          | 68                            | 18,73                         | 98                          | 27,00                       |
| ↳ Voti validi (% su votanti)       | ↳ Voti validi (% su votanti)       | ↳ Voti validi (% su votanti)       | 55                            | 80,88                         | 97                          | 98,98                       |
| ↳ Schede non valide (% su votanti) | ↳ Schede non valide (% su votanti) | ↳ Schede non valide (% su votanti) | 13                            | 19,12                         | 1                           | 1,02                        |
| ↳ Astenuti (% su iscritti)         | ↳ Astenuti (% su iscritti)         | ↳ Astenuti (% su iscritti)         | 295                           | 81,27                         | 265                         | 73,00                       |

### II legislatura
Le votazioni si svolsero in 222 collegi uninominali a doppio turno con la stessa normativa precedente (al primo turno un numero di voti maggiore di un terzo degli iscritti).
| Partito                            | Partito                            | Candidato                          | Primo turno 22 gennaio 1849 | Primo turno 22 gennaio 1849 | Ballottaggio 23 gennaio 1849 | Ballottaggio 23 gennaio 1849 |
| Partito                            | Partito                            | Candidato                          | Voti                        | %                           | Voti                         | %                            |
| ---------------------------------- | ---------------------------------- | ---------------------------------- | --------------------------- | --------------------------- | ---------------------------- | ---------------------------- |
|                                    | —                                  | Carlo Felice Scapini               | 101                         | 67,33                       | 121                          | 76,58                        |
|                                    | —                                  | Severino Battaglione               | 49                          | 32,67                       | 37                           | 23,42                        |
|                                    |                                    |                                    |                             |                             |                              |                              |
| Iscritti                           | Iscritti                           | Iscritti                           | 359                         | 100,00                      | 359                          | 100,00                       |
| ↳ Votanti (% su iscritti)          | ↳ Votanti (% su iscritti)          | ↳ Votanti (% su iscritti)          | 232                         | 64,62                       | 164                          | 45,68                        |
| ↳ Voti validi (% su votanti)       | ↳ Voti validi (% su votanti)       | ↳ Voti validi (% su votanti)       | 150                         | 64,66                       | 158                          | 96,34                        |
| ↳ Schede non valide (% su votanti) | ↳ Schede non valide (% su votanti) | ↳ Schede non valide (% su votanti) | 82                          | 35,34                       | 6                            | 3,66                         |
| ↳ Astenuti (% su iscritti)         | ↳ Astenuti (% su iscritti)         | ↳ Astenuti (% su iscritti)         | 127                         | 35,38                       | 195                          | 54,32                        |

### III legislatura
Le votazioni si svolsero in 204 collegi uninominali a doppio turno con la normativa del 1848 (al primo turno un numero di voti maggiore di un terzo degli iscritti).
| Partito                            | Partito                            | Candidato                          | Risultati 15 luglio 1849 | Risultati 15 luglio 1849 |
| Partito                            | Partito                            | Candidato                          | Voti                     | %                        |
| ---------------------------------- | ---------------------------------- | ---------------------------------- | ------------------------ | ------------------------ |
|                                    | —                                  | Carlo Felice Scapini               | 122                      | 79,22                    |
|                                    | —                                  | Giuseppe Ponzetti                  | 32                       | 20,78                    |
|                                    |                                    |                                    |                          |                          |
| Iscritti                           | Iscritti                           | Iscritti                           | 356                      | 100,00                   |
| ↳ Votanti (% su iscritti)          | ↳ Votanti (% su iscritti)          | ↳ Votanti (% su iscritti)          | 191                      | 53,65                    |
| ↳ Voti validi (% su votanti)       | ↳ Voti validi (% su votanti)       | ↳ Voti validi (% su votanti)       | 154                      | 80,63                    |
| ↳ Schede non valide (% su votanti) | ↳ Schede non valide (% su votanti) | ↳ Schede non valide (% su votanti) | 37                       | 19,37                    |
| ↳ Astenuti (% su iscritti)         | ↳ Astenuti (% su iscritti)         | ↳ Astenuti (% su iscritti)         | 165                      | 46,35                    |

### IV legislatura
Le votazioni si svolsero in 204 collegi uninominali a doppio turno con la normativa del 1848 (al primo turno un numero di voti maggiore di un terzo degli iscritti).
| Partito                            | Partito                            | Candidato                          | Primo turno 9 dicembre 1849 | Primo turno 9 dicembre 1849 | Ballottaggio 10 dicembre 1849 | Ballottaggio 10 dicembre 1849 |
| Partito                            | Partito                            | Candidato                          | Voti                        | %                           | Voti                          | %                             |
| ---------------------------------- | ---------------------------------- | ---------------------------------- | --------------------------- | --------------------------- | ----------------------------- | ----------------------------- |
|                                    | —                                  | Carlo Felice Scapini               | 112                         | 75,17                       | 122                           | 68,54                         |
|                                    | —                                  | Giuseppe Ponzetti                  | 37                          | 24,83                       | 56                            | 31,46                         |
|                                    |                                    |                                    |                             |                             |                               |                               |
| Iscritti                           | Iscritti                           | Iscritti                           | 356                         | 100,00                      | 356                           | 100,00                        |
| ↳ Votanti (% su iscritti)          | ↳ Votanti (% su iscritti)          | ↳ Votanti (% su iscritti)          | 212                         | 59,55                       | 181                           | 50,84                         |
| ↳ Voti validi (% su votanti)       | ↳ Voti validi (% su votanti)       | ↳ Voti validi (% su votanti)       | 149                         | 70,28                       | 178                           | 98,34                         |
| ↳ Schede non valide (% su votanti) | ↳ Schede non valide (% su votanti) | ↳ Schede non valide (% su votanti) | 63                          | 29,72                       | 3                             | 1,66                          |
| ↳ Astenuti (% su iscritti)         | ↳ Astenuti (% su iscritti)         | ↳ Astenuti (% su iscritti)         | 144                         | 40,45                       | 175                           | 49,16                         |

### V legislatura
Le votazioni si svolsero in 204 collegi uninominali a doppio turno con la normativa del 1848 (al primo turno un numero di voti maggiore di un terzo degli iscritti).
| Partito                            | Partito                            | Candidato                          | Risultati 8 dicembre 1853 | Risultati 8 dicembre 1853 |
| Partito                            | Partito                            | Candidato                          | Voti                      | %                         |
| ---------------------------------- | ---------------------------------- | ---------------------------------- | ------------------------- | ------------------------- |
|                                    | —                                  | Carlo Felice Scapini               | 155                       | 63,79                     |
|                                    | —                                  | Giuseppe Ponzetti                  | 88                        | 36,21                     |
|                                    |                                    |                                    |                           |                           |
| Iscritti                           | Iscritti                           | Iscritti                           | 352                       | 100,00                    |
| ↳ Votanti (% su iscritti)          | ↳ Votanti (% su iscritti)          | ↳ Votanti (% su iscritti)          | 264                       | 75,00                     |
| ↳ Voti validi (% su votanti)       | ↳ Voti validi (% su votanti)       | ↳ Voti validi (% su votanti)       | 243                       | 92,05                     |
| ↳ Schede non valide (% su votanti) | ↳ Schede non valide (% su votanti) | ↳ Schede non valide (% su votanti) | 21                        | 7,95                      |
| ↳ Astenuti (% su iscritti)         | ↳ Astenuti (% su iscritti)         | ↳ Astenuti (% su iscritti)         | 88                        | 25,00                     |

### VI legislatura
Le votazioni si svolsero in 204 collegi uninominali a doppio turno dopo la modifica dei collegi della Sardegna nel 1856; venne applicata la normativa del 1848 (al primo turno un numero di voti maggiore di un terzo degli iscritti).
| Partito                            | Partito                            | Candidato                          | Primo turno 15 novembre 1857 | Primo turno 15 novembre 1857 | Ballottaggio 18 novembre 1857 | Ballottaggio 18 novembre 1857 |
| Partito                            | Partito                            | Candidato                          | Voti                         | %                            | Voti                          | %                             |
| ---------------------------------- | ---------------------------------- | ---------------------------------- | ---------------------------- | ---------------------------- | ----------------------------- | ----------------------------- |
|                                    | —                                  | Giuseppe Ponzetti                  | 121                          | 42,31                        | 186                           | 51,52                         |
|                                    | —                                  | Pier Carlo Boggio                  | 165                          | 57,69                        | 175                           | 48,48                         |
|                                    |                                    |                                    |                              |                              |                               |                               |
| Iscritti                           | Iscritti                           | Iscritti                           | 400                          | 100,00                       | 400                           | 100,00                        |
| ↳ Votanti (% su iscritti)          | ↳ Votanti (% su iscritti)          | ↳ Votanti (% su iscritti)          | 348                          | 87,00                        | 367                           | 91,75                         |
| ↳ Voti validi (% su votanti)       | ↳ Voti validi (% su votanti)       | ↳ Voti validi (% su votanti)       | 286                          | 82,18                        | 361                           | 98,37                         |
| ↳ Schede non valide (% su votanti) | ↳ Schede non valide (% su votanti) | ↳ Schede non valide (% su votanti) | 62                           | 17,82                        | 6                             | 1,63                          |
| ↳ Astenuti (% su iscritti)         | ↳ Astenuti (% su iscritti)         | ↳ Astenuti (% su iscritti)         | 52                           | 13,00                        | 33                            | 8,25                          |

L'elezione di Ponzetti fu annullata il 13 gennaio 1858 "stante la sua qualità di canonico capitolare".
| Partito                            | Partito                            | Candidato                          | Risultati 3 febbraio 1858 | Risultati 3 febbraio 1858 |
| Partito                            | Partito                            | Candidato                          | Voti                      | %                         |
| ---------------------------------- | ---------------------------------- | ---------------------------------- | ------------------------- | ------------------------- |
|                                    | —                                  | Pier Carlo Boggio                  | 197                       | 73,23                     |
|                                    | —                                  | Ludovico Scarampi                  | 72                        | 26,77                     |
|                                    |                                    |                                    |                           |                           |
| Iscritti                           | Iscritti                           | Iscritti                           | 400                       | 100,00                    |
| ↳ Votanti (% su iscritti)          | ↳ Votanti (% su iscritti)          | ↳ Votanti (% su iscritti)          | 310                       | 77,50                     |
| ↳ Voti validi (% su votanti)       | ↳ Voti validi (% su votanti)       | ↳ Voti validi (% su votanti)       | 269                       | 86,77                     |
| ↳ Schede non valide (% su votanti) | ↳ Schede non valide (% su votanti) | ↳ Schede non valide (% su votanti) | 41                        | 13,23                     |
| ↳ Astenuti (% su iscritti)         | ↳ Astenuti (% su iscritti)         | ↳ Astenuti (% su iscritti)         | 90                        | 22,50                     |

### VII legislatura
Le votazioni si svolsero in 387 collegi uninominali a doppio turno. Come previsto dalla legge elettorale del 20 novembre 1859, era eletto al primo turno il candidato che «riunisce in suo favore più del terzo dei voti del total numero dei membri componenti il collegio e più della metà dei suffragi dati dai votanti presenti all'adunanza» (art. 91). Se nessun candidato era eletto, al ballottaggio tra i due candidati con più voti era eletto chi otteneva il maggior numero di voti (art. 92) o, in caso di ugual numero di voti, il maggiore d'età (art. 93).
| Partito                            | Partito                            | Candidato                          | Primo turno 25 marzo 1860 | Primo turno 25 marzo 1860 | Ballottaggio 29 marzo 1860 | Ballottaggio 29 marzo 1860 |
| Partito                            | Partito                            | Candidato                          | Voti                      | %                         | Voti                       | %                          |
| ---------------------------------- | ---------------------------------- | ---------------------------------- | ------------------------- | ------------------------- | -------------------------- | -------------------------- |
|                                    | —                                  | Carlo Alfieri di Magliano          | 216                       | 49,66                     | 268                        | 55,49                      |
|                                    | —                                  | Enrico Leone                       | 148                       | 34,02                     | 215                        | 44,51                      |
|                                    | —                                  | Francesco Vachino                  | 71                        | 16,32                     |                            |                            |
|                                    |                                    |                                    |                           |                           |                            |                            |
| Iscritti                           | Iscritti                           | Iscritti                           | 555                       | 100,00                    | 555                        | 100,00                     |
| ↳ Votanti (% su iscritti)          | ↳ Votanti (% su iscritti)          | ↳ Votanti (% su iscritti)          | 451                       | 81,26                     | 486                        | 87,57                      |
| ↳ Voti validi (% su votanti)       | ↳ Voti validi (% su votanti)       | ↳ Voti validi (% su votanti)       | 435                       | 96,45                     | 483                        | 99,38                      |
| ↳ Schede non valide (% su votanti) | ↳ Schede non valide (% su votanti) | ↳ Schede non valide (% su votanti) | 16                        | 3,55                      | 3                          | 0,62                       |
| ↳ Astenuti (% su iscritti)         | ↳ Astenuti (% su iscritti)         | ↳ Astenuti (% su iscritti)         | 104                       | 18,74                     | 69                         | 12,43                      |